# Karloman I
Det finns flera kungar med namnet Karloman. Se Karloman för mer information.
Karloman den yngre var andre son till Pippin den lille och Bertrada av Laon, och föddes 751 samt dog 4 december 771.
Efter Pippins död 768 delades kungariket Frankerriket mellan Karloman som fick Burgund, Alemannien och Austrasien och hans bror Karl som fick Neustrien, Akvitanien och norra Austrasien. Spänningen mellan bröderna gjorde att när Karloman dog 771, flydde hans fru  Gerberga med barnen till kung Desiderius av Lombardiet.
Brodern Karl, senare känd som Karl den store, övertog riket och fördelade några delar till Karlomans söner.